# Стурдза

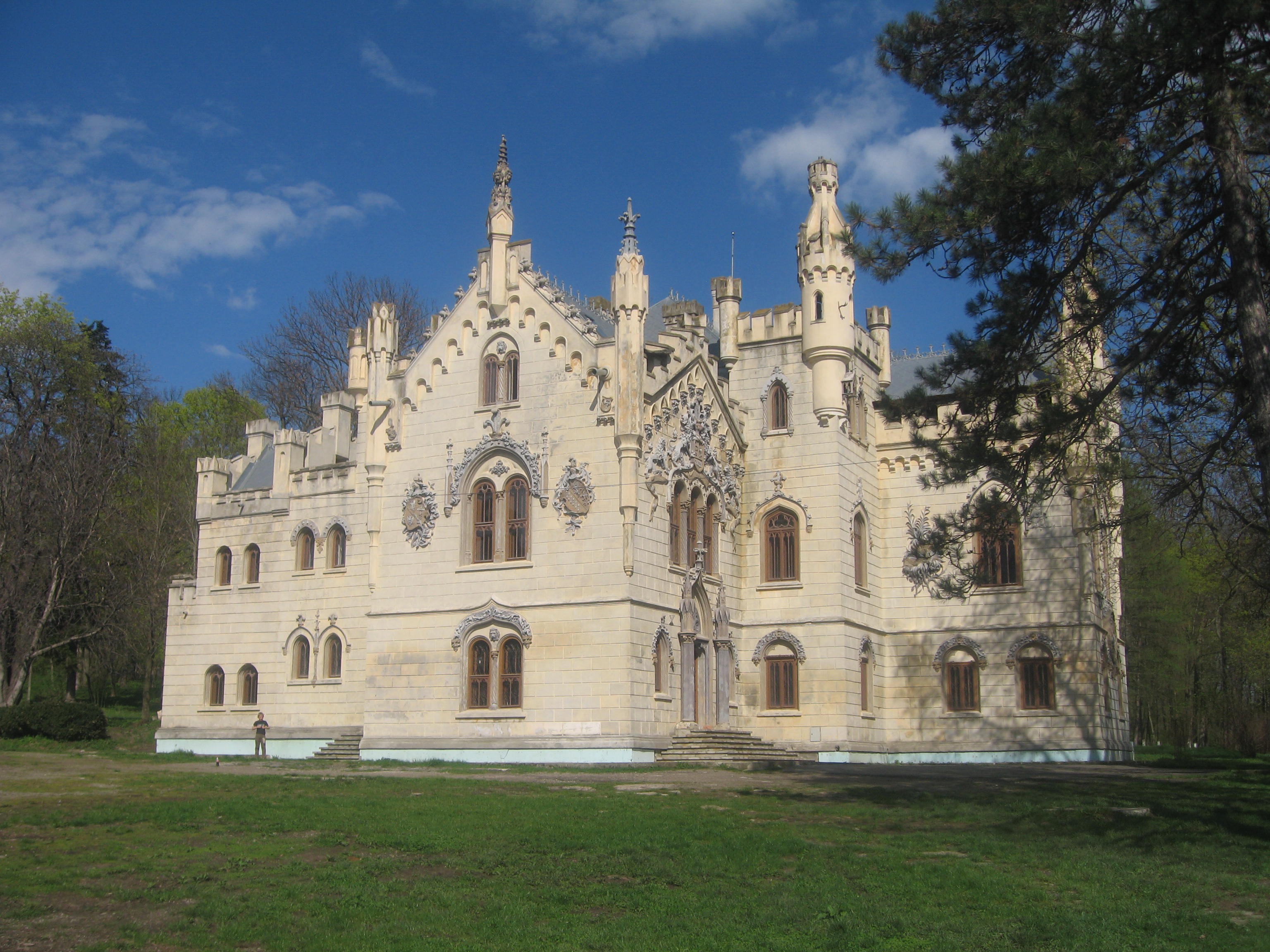
Замок Стурдза под Яссами (конец XIX века)

Сту́рдза (Sturdza) — древний дворянский и княжеский род происходящий от господарей и бояр молдавских.

## История рода
Ведут своё происхождение от воеводы трансильванского Ивана Турзо, жившего в 1-й половине XIV века. Дмитрий Стурдза логофет, женат на княжне Роксане Гика, дочери господаря Григория Гика.
Родоначальником дворянского рода боярин и великий ворник Молдавского княжества Илья Стурдза, возведенный с потомством в дворянское достоинство грамотой трансильванского князя Михая I Апафи (29 февраля 1679).
Скарлат Дмитриевич, за приверженность к России, должен был после Ясского мира (1791) оставить отечество и переселиться с семейством в Россию. Сандо Стурдза, вестиар, женат на княжне Екатерине Мурузи, дочери господаря Константина Мурузи. Иван Стурдза, господарь молдавский (1823-1828), потомки его носят титул князей и княжон. Княжна Елена, замужем за князем Григорием Гика, гетманом, впоследствии господарём молдавским.

## Гагарины-Стурдза
Император Николай I, указом (31 марта 1848) дозволил Александру Стурдзе учредить заповедное имение с тем, чтобы внуку его князю Григорию Гагарину и потомкам его именоваться князьями Гагариными-Стурдзами и принять соединённый герб обеих фамилий. Означенный князь Григорий Гагарин —  сын князя Евгения Григорьевича и княжны Марии Александровны Стурдза, владетельницы майората Мансыр в Бессарабии (Герб. Часть XI. № 4).

## Представители рода
- Стурдза, Василий (1810—1870) — молдавский политический деятель, юрист.
- Стурдза, Скарлат Дмитриевич (1750—1816) — молдавский боярин, первый гражданский губернатор Бессарабской области, действительный статский советник русской службы, владелец имения Манзырь, женат на дочери господаря Константина Мурузи.
  - Стурдза, Роксандра Скарлатовна — его дочь, подруга императрицы Елизаветы Алексеевны, жена дипломата А. К. Эдлинга.
  - Стурдза, Александр Скарлатович (1791—1854) — брат предыдущей, русский дипломат, автор книг на французском языке.
    - Стурдза, Мария Александровна — дочь предыдущего, известная одесская красавица, жена князя Е. Г. Гагарина. Их потомки носили двойную фамилию Гагарины-Стурдза (с княжеским титулом).
    - Николай Александрович Стурдза ум. 1832
      - Пульхерия Николаевна Стурдза (Кешко)
        - Наталья Обренович, урождённая Кешко, жена короля Сербии Милана I, принцесса-супруга Сербии с 1875 до 1882, королева-супруга Сербии с 1882 до 1889, королева-мать Сербии с 1889 до 1903.
- Стурдза, Михаил (1794—1884) — племянник Скарлата, господарь Молдавии (1834—1849).
- Стурдза, Ионицэ Санду — господарь Молдавии (1822—1828).
- Стурдза, Димитрие (1833—1914) — президент Румынской академии наук, глава Национал-либеральной партии.
- Стурдза, Михай (1886—1980) — министр иностранных дел Румынии (сентябрь 1940 — январь 1941).
- Стурдза-Буландра, Лючия (1873—1961) — румынская актриса, театральный деятель, народная артистка СРР.

Герб Стурдза

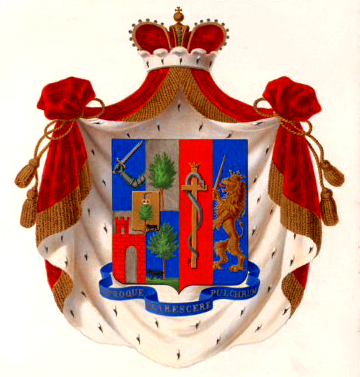
Герб Гагариных-Стурдза

Герб князя Гагарина-Стурдза разделен на две части: справа наследственный герб Гагариных. В левой половине гербового щита — герб молдавского рода Стурдза, состоящий из двух вертикальных разделений: в 1-м — в червлёном поле золотой крест, украшенный такою же короною и обвитый серебряным змеем. Во 2-м отделении — в лазоревом поле стоящий на задних лапах и увенчанный короной золотой лев, держащий в правой лапе меч, обвитый масличного ветвью. Гербовый щит помещен на развернутой горностаевой княжеской мантии и увенчан русскою княжескою шапкою.
Под щитом, на лазуревой ленте, написан золотыми буквами девиз: «utroque claresctrt pulchrum» — с той и с другой стороны блистать прекрасно (то есть и во время мира и в войне — подвигами).